# Gonçalo M. Tavares
Pour les articles homonymes, voir Tavares.
Œuvres principales
- Jérusalem (2004)
- Apprendre à prier à l'ère de la technique (2007)

Gonçalo M. Tavares, né en août 1970 à Luanda, en Afrique occidentale portugaise, est un écrivain portugais et un professeur d'épistémologie à Lisbonne.

## Biographie
Il fait des études supérieures en physique, en sport et en art. Il devient ensuite professeur d’épistémologie à l'université de Lisbonne.
À partir de 2001, il se lance en littérature et publie des romans, des recueils de poésie, des essais, des pièces de théâtre, des contes et des ouvrages inclassables qui touchent à plusieurs genres littéraires. Il écrit également pour la jeunesse.
Il a obtenu de nombreux prix, dont le Prix Saramago et le Prix Ler/BCP pour Jérusalem, ainsi que, en France, le Meilleur livre étranger pour Apprendre à prier à l'ère de la technique.
Il écrit des chroniques pour le magazine visão.

## Œuvre

### Romans

#### CycleLe Quartier
- O Senhor Valéry (2002) Prix Branquinho da Fonseca da Fundação Calouste Gulbenkian et du journal Expresso Publié en français sous le titre Monsieur Valéry, traduit par Dominique Nédellec, Genève, La Joie de vivre, 2003; réédition, Paris, Viviane Hamy, 2008, 81 p.  (ISBN 978-2-87858-282-6)
- O Senhor Henri (2003)
- O Senhor Brecht (2004) Publié en français sous le titre Monsieur Brecht et le succès, traduit par Dominique Nédellec, Paris, Viviane Hamy, 2010, 69 p.  (ISBN 978-2-87858-328-1)
- O Senhor Juarroz (2004)
- O Senhor Kraus (2005) Publié en français sous le titre Monsieur Kraus et la politique, traduit par Dominique Nédellec, Paris, Viviane Hamy, 2009, 141 p.  (ISBN 978-2-87858-299-4)
- O Senhor Calvino (2005) Publié en français sous le titre Monsieur Calvino et la promenade, traduit par Dominique Nédellec, Paris, Viviane Hamy, 2009, 85 p.  (ISBN 978-2-87858-300-7)
- O Senhor Walser (2006) Publié en français sous le titre Monsieur Walser et la forêt, traduit par Dominique Nédellec, Paris, Viviane Hamy, 2011, 46 p.  (ISBN 978-2-87858-508-7)
- O Senhor Breton (2008)
- O Senhor Swedenborg (2009)Publié en français sous le titre Monsieur Swedenborg suivi de Les Investigations géométriques, traduit par Dominique Nédellec, Paris, Viviane Hamy, 2014, 126 p.  (ISBN 978-2-87858-598-8)
- O Senhor Eliot (2010)

#### CycleLe Royaume
- Um Homem: Klaus Klump (2003)
- A Máquina de Joseph Walser (2004) Publiés en français sous le titre Un homme : Klaus Klump & La Machine de Joseph Walser, traduit par Dominique Nédellec, Paris, Viviane Hamy, 2014, 248 p.  (ISBN 978-2-87858-597-1)
- Jerusalém (2004) Prix José Saramago 2005, Prix Lire / Millennium BCP 2007, Prix Portugal Telecom de Literatura 2007 (Brésil) Publié en français sous le titre Jérusalem, traduit par Marie-Hélène Piwnik, Paris, Viviane Hamy, 2008, 246 p.  (ISBN 978-2-87858-281-9) ; réédition, Paris, Points no P2898, 2012
- Aprender a Rezar na Era da Técnica (2007) Prix du Meilleur livre étranger 2010 Publié en français sous le titre Apprendre à prier à l'ère de la technique, traduit par Dominique Nédellec, Paris, Viviane Hamy, 2010, 365 p.  (ISBN 978-2-87858-324-3) ; rééditions, Paris, Points no P3182, 2013

### Contes
- Histórias falsas (contos) (2005)
- água cão cavalo cabeça (2006)  Grand Prix Conto Camilo Castelo Branco
- Canções Mexicanas (2011)
- Animalescos (2013)

### Poésie
- Investigações. Novalis (2002)
- 1 (2004)

### Théâtre
- A Colher de Samuel Beckett, Teatro (2003)
- Investigações geométricas (2005)

### Autres publications
- Livro da dança (2001)
- Biblioteca (2004)
- A perna Esquerda de Paris seguido de Roland Barthes e Robert Musil (2004)
- Breves notas sobre ciência (2006)
- Breves notas sobre o medo (2007)
- Breves notas sobre as ligações (2009)
- Uma Viagem à Índia (2010)[4],[5] Publié en français sous le titre Un voyage en Inde : mélancolie contemporaine, un itinéraire, traduit par Dominique Nédellec, Paris, Viviane Hamy, 2012, 492 p.  (ISBN 978-2-87858-575-9)
- Matteo perdeu o emprego (2010) Publié en français sous le titre Matteo a perdu son emploi, traduit par Dominique Nédellec, Paris, Viviane Hamy, 2016, 197 p.  (ISBN 978-2-87858-317-5)
- Short Movies (2011)
- Atlas do Corpo e da Imaginação (2013)
- Uma menina esta perdida no seu século à procura do pai (2014) Publié en français sous le titre Une jeune fille perdue dans le siècle à la recherche de son père, traduit par Dominique Nédellec, Paris, Viviane Hamy, 2018, 248 p.  (ISBN 978-2-87858-979-5)

## Prix
- Prix Littéraire des Jeunes Européens, édition 2011 pour son roman Monsieur Kraus

## Sur quelques ouvrages

### Une jeune fille perdue dans le siècle à la recherche de son père
Un certain Marius rencontre par hasard une jeune fille souriante, seule, perdue dans la rue,  Hanna, quatorze ans, avec comme seul mode d'emploi (p. 44) une boîte d'au moins une centaine de fiches bristol Apprentissage des personnes handicapées mentales (p. 10) : Je cherche mon père. Il parcourt toute la ville avec elle à la recherche de qui pourrait la connaître, en vain. Ils croisent un photographe animalier, Josef Bermann : Ils sont identiques. Ils appartiennent à un même peuple (p. 24), puis Fried Stamm, qui vise avec ses frères à augmenter la rage individuelle (p. 38), par des affichages sélectifs d'affiches spéciales et des distributions de tract à des piétons choisis.
Souvenirs, rêves, cauchemars, rencontres. Parmi les rencontres : Raffaela et Moebius (au dos tatoué avec un seul mot dans (toutes) les langues du monde) et leur hôtel aux chambres non numérotées mais chacune dotée d'un nom de camp nazi, l'antiquaire Vitrius (boutique de quatrième étage de bâtiment en ruine, chambre en tunnel de livres, liste de nombres pairs à continuer (course d'endurance, travail religieux), horloge à deux cadrans divergeant), le serveur à la main gauche trop grande, l'homme à l'énorme œil rouge et à la glacière à martre morte, Agam Josh, le vieux Terezin, le vieil historien Grube...